# 高知银行

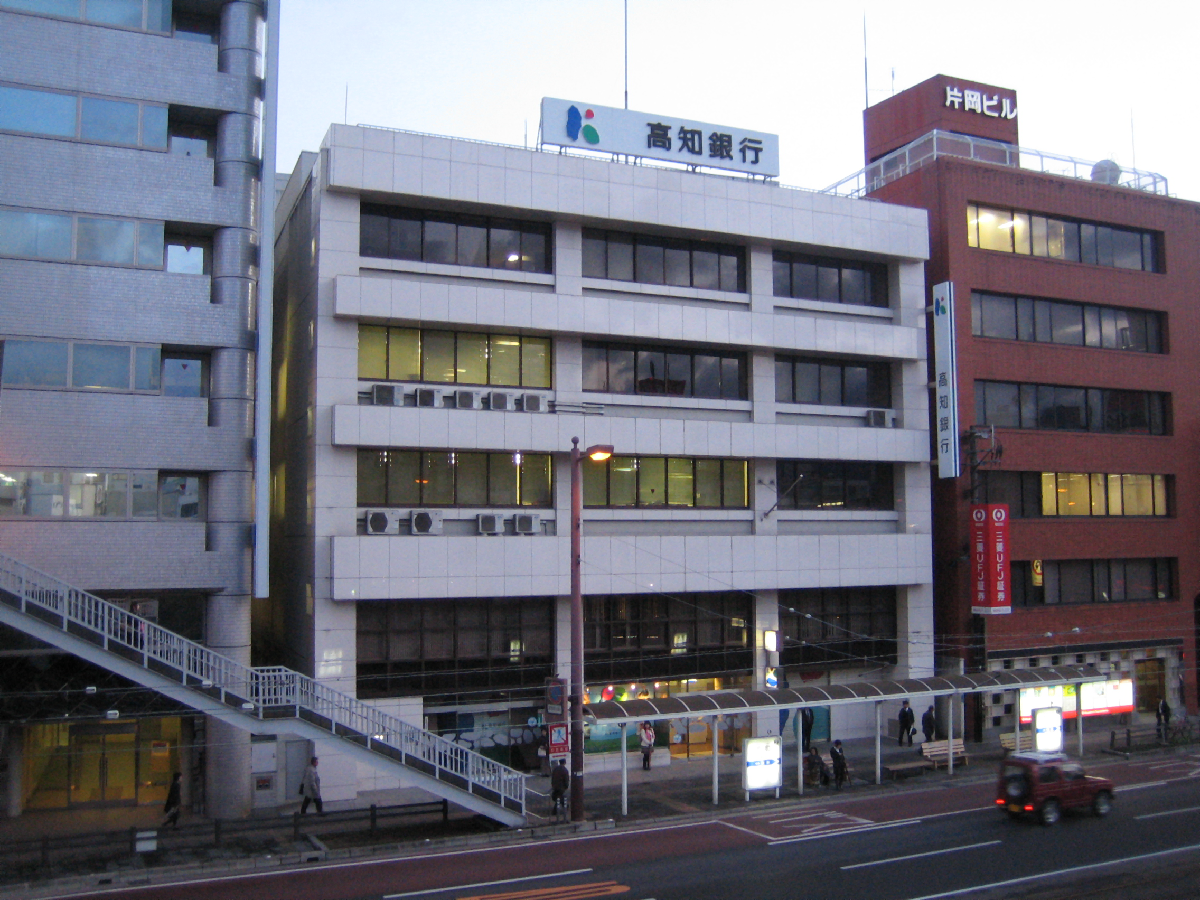
银行总部

高知银行（英語：The Bank of Kochi）是一家日本的第二地方银行。

## 历史
1930年1月20日在日本高知县成立，1989年更改商号为现在名字，2006年在东京证券交易所挂牌上市。2016年3月3日与南日本银行和东山口信用金库缔结合作协定。2016年4月1日与地域经济活性化支援机构成立共同基金。